# Рин ап Уриен
Рин ап Уриен (VI век) — второй сын правителя Регеда Уриена. Участвовал в военной кампании отца против англосаксов Берниции и Дейры в 580-х годах. Возможно, Рин умер во время осады Линдисфарна. В любом случае он скончался ранее 616 года, когда его сын Ройд стал королём Регеда.